# Rue Lacuée
Pour les articles homonymes, voir Lacuée.
La rue Lacuée est une voie située dans le quartier des Quinze-Vingts du 12e arrondissement de Paris. 

## Situation et accès

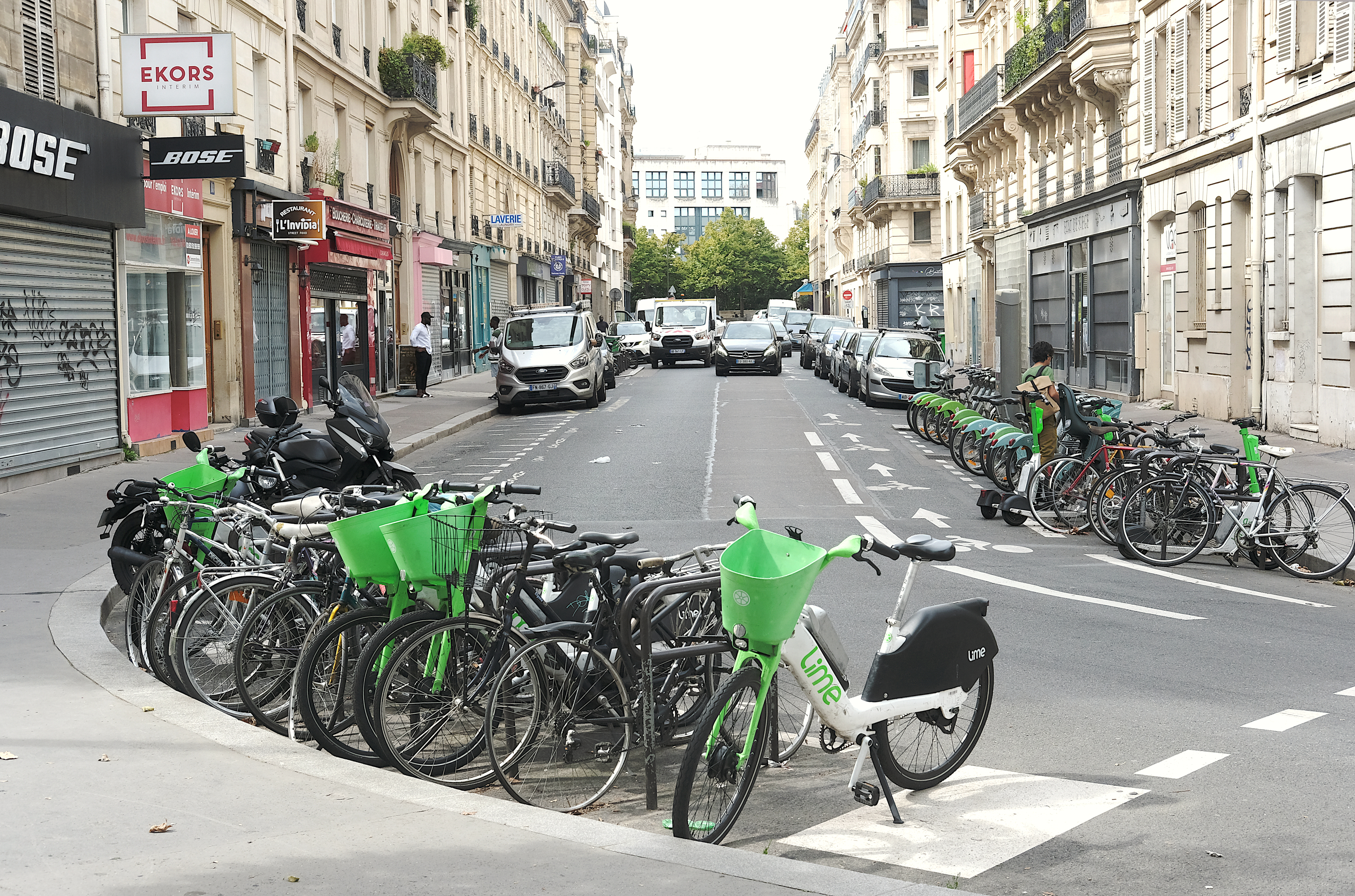
La rue Lacuée en direction du boulevard de la Bastille.

La rue Lacuée est accessible à proximité par la ligne de métro 5 à la station Quai de la Rapée.

## Origine du nom
Elle porte le nom de Gérard Lacuée (1774-1805), colonel du 59e régiment d’infanterie de ligne tué au combat de Gunzbourg, durant la campagne d'Allemagne de 1805.

## Historique
Cette rue, qui est indiquée à l'état de chemin sur le plan de Jouvin de Rochefort de 1672 sous le nom de « chemin des Marais », fut par la suite une partie de la « rue du Fumier », qui prit ensuite le nom de « rue des Terres-Fortes » en référence à la nature de ses sols.
Alignée par ordonnance du 1er juin 1828, elle est numérotée par arrêté du 30 janvier 1877 et prend sa dénomination actuelle par arrêté du 16 août 1879.

## Bâtiments remarquables et lieux de mémoire
- La rue débouche sur le bassin de l'Arsenal.
- Jean-Luc Manet, auteur parisien de nouvelles noires, situe le domicile du narrateur de son court roman Haine 7 (éditions Antidata, 2012) au 18 de la rue Lacuée.